# Гросенаспе
Гросенаспе (нем. Großenaspe) — община в Германии, в земле Шлезвиг-Гольштейн. 
Входит в состав района Зегеберг. Подчиняется управлению Бад Брамштедт-Ланд.  Население составляет 2777 человек (на 31 декабря 2010 года). Занимает площадь 46 км².